# Clidonia basalis
Clidonia basalis är en tvåvingeart som beskrevs av Robineau-desvoidy 1830. Clidonia basalis ingår i släktet Clidonia, ordningen tvåvingar, klassen egentliga insekter, fylumet leddjur och riket djur. Inga underarter finns listade i Catalogue of Life.